# Фрунтішень
Фрунтішень, Фрунтішені (рум. Fruntișeni) — село у повіті Васлуй в Румунії. Входить до складу комуни Фрунтішень.
Село розташоване на відстані 236 км на північний схід від Бухареста, 48 км на південь від Васлуя, 106 км на південь від Ясс, 89 км на північ від Галаца.

## Населення
За даними перепису населення 2002 року у селі проживали 1013 осіб, усі — румуни. Усі жителі села рідною мовою назвали румунську.